# 得榮紅軍橋
得榮紅軍橋位於四川省甘孜州得榮縣，文物年代判定為1936年。2012年7月16日公佈為四川省文物保護單位。得榮紅軍橋位於四川省甘孜藏族自治州得榮縣子庚鄉子實村商約5千米處的崗曲河上。大橋總體呈東西走向，西端為得榮縣，東端為雲南中甸縣。橋全長約24米，寬2.1米，橋面兩邊有護欄。此橋為斜拉式鐵索吊橋，所用鐵索為8號鐵絲扭成，固定于崗曲兩岸的石墩上。索塔高約5.5米，以石塊和混凝土築成。橋西5米處立有紀念碑，甫北長2.15米，東西寬1.15米，高4.5米。碑上部為大字“紅軍烈士永垂不朽”，下部以小字敘述立碑經過。此橋是雲南省中甸縣政府為了紀念在川滇交界處紮納亞山口一戰中牺牲的紅軍而修建，後因行政區劃重新劃分，而歸得榮縣管轄。2010年，得榮紅軍橋被得榮縣人民政府公佈為縣級文物保護單位。